# The Show Down (film, 1921)
Pour les articles homonymes, voir The Show Down.
Pour plus de détails, voir Fiche technique et Distribution.
The Show Down (littéralement, La Confrontation) est un film muet américain réalisé par William J. Craft, sorti en 1921.

## Fiche technique
- Titre : The Show Down
- Réalisation : William J. Craft
- Scénario : William E. Wing
- Photographie :
- Musique : David Drazin
- Producteur :
- Société de production :  Universal Film Manufacturing Company
- Société de distribution :  Universal Film Manufacturing Company
- Pays de production :  États-Unis
- Langue : film muet avec les intertitres en anglais
- Métrage : 600 m (2 bobines)
- Format : Noir et blanc — 35 mm — 1,33:1 — Muet
- Genre : Western, Thriller
- Durée : 20 minutes
- Date de sortie : 
  - États-Unis : 26 février 1921

## Distribution
- Art Acord : Snappy Walton
- Marcella Pershing : Betty Gray
- Edward Burns : Gunnison
- Jack Richardson : Blackie
- Raven the Horse :	Raven, le cheval de Snappy
- Frank Ellis : un acolyte (non crédité)
- Bob Reeves : un acolyte (non crédité)